# Berowra-Valley-Nationalpark
Der Berowra-Valley-Nationalpark (englisch: Berowra Valley National Park) liegt etwa 39 Kilometer nördlich der Innenstadt von Sydney in New South Wales, Australien. Er liegt im Großraum Sydney. Der Vorort Parramatta ist etwa 17 Kilometer entfernt.

## Lage
Der 38,76 km² große Berowra-Valley-Nationalpark liegt zwischen den Vororten Hornsby Heights, Thornleigh, Galston, Pennant Hills und Cherrybrook. Südlich schließt sich der Berowra-River-Regional-Park an. Im Osten liegt der Ku-ring-gai-Chase-Nationalpark und im Norden der Marramarra-Nationalpark.

## Landschaft und Freizeitmöglichkeiten
Der Nationalpark ist von Tälern mit Gebüschen durchzogen, in denen Eukalypten und Banksien wachsen. Durch den Nationalpark ziehen sich 70 Kilometer Wanderwege. Der Great North Way, auf dem 250 Kilometer von Sydney bis Newcastle gewandert werden kann, führt 25 Kilometer durch den Nationalpark. Im Berowra Creek, der durch den Park fließt, kann man Boote und Kanus zu Wasser lassen und Angeln.

## Fauna
In dem Nationalpark können Eulen, Seeadler, Keilschwanzadler, Kookaburra, Graurücken-Leierschwanz, Graukopf-Flughund, Sumpfwallaby und der geschützte Frosch Pseudophryne australis beobachtet werden.

## Aborigines
Der Berowra-Valley-National-Park ist ein traditionelles Land der Aborigines. Darin lebten die Guringai im Osten des Berowra Creek und die Dharug im Westen. In dem Gebiet befinden sich mehrere bedeutende Orte für die indigene Bevölkerung, wie Lagerfeuer, Muschelansammlung und auch Artefakte.